# Розали (Небраска)
Розали (енгл. Rosalie) град је у америчкој савезној држави Небраска.

## Демографија
По попису из 2010. године број становника је 160, што је 34 (-17,5%) становника мање него 2000. године.
| Група             | 2000.       | 2010.       |
| Белци             | 167 (86,1%) | 118 (73,8%) |
| Афроамериканци    | 0 (0,0%)    | 3 (1,9%)    |
| Азијати           | 0 (0,0%)    | 0 (0,0%)    |
| Хиспаноамериканци | 0 (0,0%)    | 7 (4,4%)    |
| Укупно            | 194         | 160         |